# Birtouta
Birtouta (em árabe: بئر توتة) é uma cidade e comuna localizada na província de Argel, no norte da Argélia. Sua população era de 30 575 habitantes, em 2008.